# Bathybuccinum
Bathybuccinum är ett släkte av snäckor. Bathybuccinum ingår i familjen valthornssnäckor.
Kladogram enligt Catalogue of Life:
| Bathybuccinum | \| \| Bathybuccinum clarki \| \| \| \| \| \| Bathybuccinum ovulum \| \| \| \| |
|               | \| \| Bathybuccinum clarki \| \| \| \| \| \| Bathybuccinum ovulum \| \| \| \| |
|               | Bathybuccinum clarki                                                          |
|               |                                                                               |
|               | Bathybuccinum ovulum                                                          |
|               |                                                                               |